# Yeşilyurt, Gülşehir
Yeşilyurt là một xã thuộc huyện Gülşehir, tỉnh Nevşehir, Thổ Nhĩ Kỳ. Dân số thời điểm năm 2011 là 269 người.